# Клюскі (Велюнський повіт)
Клюскі (пол. Kluski) — село в Польщі, у гміні Понтнув Велюнського повіту Лодзинського воєводства.
Населення — 93 особи (2011).
У 1975-1998 роках село належало до Серадзького воєводства.

## Демографія
Демографічна структура станом на 31 березня 2011 року:
|          | Загалом | Допрацездатний вік | Працездатний вік | Постпрацездатний вік |
| -------- | ------- | ------------------ | ---------------- | -------------------- |
| Чоловіки | 38      | 6                  | 29               | 3                    |
| Жінки    | 55      | 18                 | 25               | 12                   |
| Разом    | 93      | 24                 | 54               | 15                   |